# Пластун (порт)
Лесной порт Пласту́н — российский морской порт, расположен на северо-восточном побережье Японского моря в бухте Пластун залива Рында.
В порту имеется 4 причала для лесных грузов и 1 для портофлота, бункеровки.
Площадь крытых складов: 5 тыс. м2. Площадь открытых складов: 30 тыс. м2. Специализация: оказывает услуги согласно уставу организации, в том числе:
 — перевалка лесопродукции.
Морской порт Пластун как терминал входит в состав морского торгового порта Ольга.

## Грузооборот
| Грузооборот тыс. т | Грузооборот тыс. т | Грузооборот тыс. т | Грузооборот тыс. т | Грузооборот тыс. т | Грузооборот тыс. т | Грузооборот тыс. т | Грузооборот тыс. т | Грузооборот тыс. т | Грузооборот тыс. т |
| 2003               | 2004               | 2005               | 2006               | 2007               | 2008               | 2009               | 2010               | 2011               | 2012               |
| ------------------ | ------------------ | ------------------ | ------------------ | ------------------ | ------------------ | ------------------ | ------------------ | ------------------ | ------------------ |
| 646,8              | ▼613,5             | ▲711,4             | ▲771,4             | ▼715,8             | ▼668,4             | ▼610,2             | ▲875,5             | ▲1 073,5           | ▼1 012,6           |

## История создания и развития

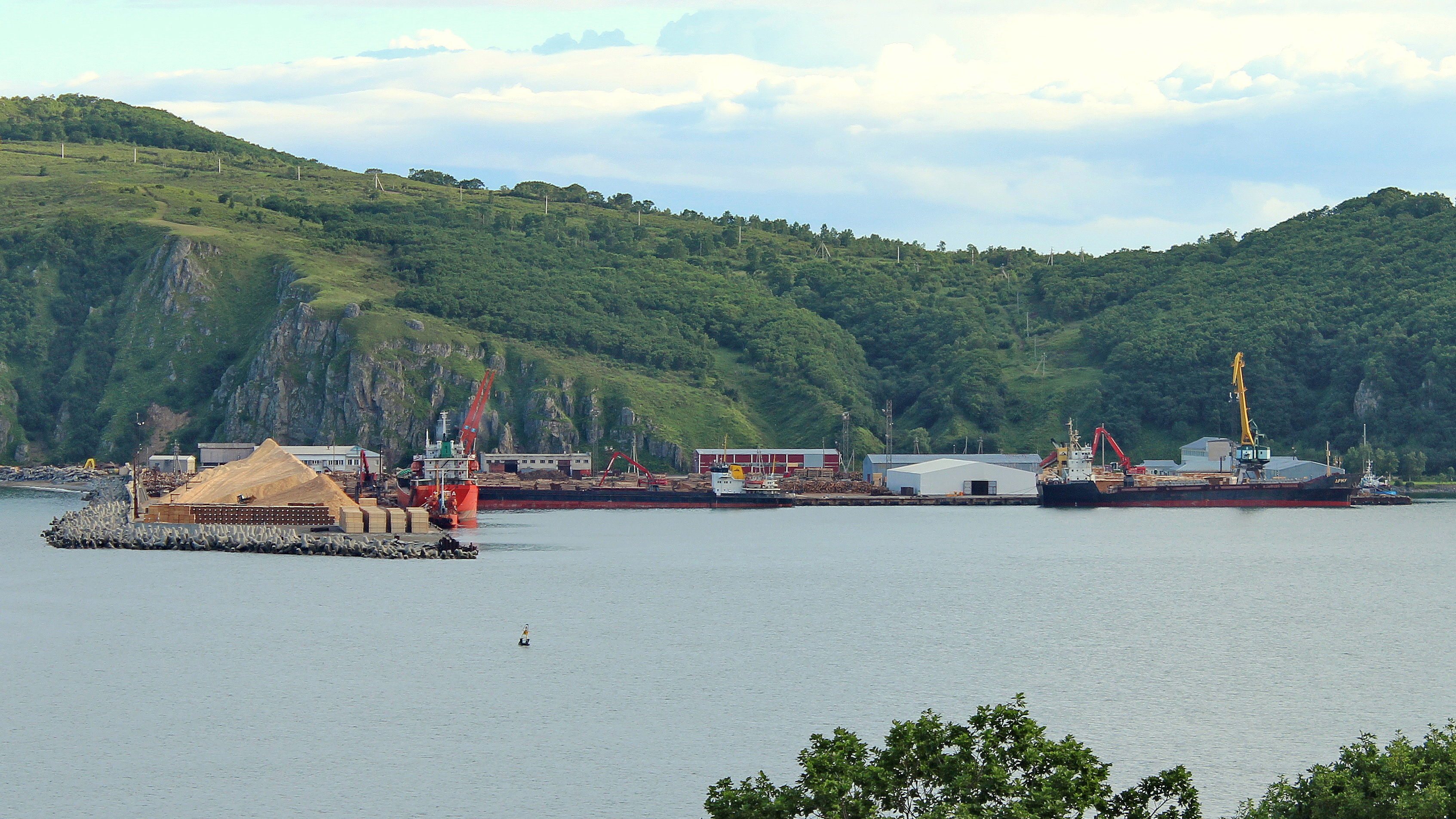
Порт Пластун (вид со стороны посёлка)

- 1969 год — строительство порт-пункта Пластун было определено решением ЦК КПСС и Совета Министров СССР. Пункт создавался для поставки круглого леса в Японию.
- 24 апреля 1974 года — определена пригодная для строительства порт-пункта площадка. Решением № 2/26-180 от 07.05.1974 г. Тернейским Исполкомом выбранная площадка была утверждена.
- 5 марта 1979 года — технический проект на строительство портового пункта в бухте Пластун утверждён приказом Минлесдревпрома № 49, годовая мощность отгрузки древесины 1300 тыс. м3 в год, в том числе круглого леса 1000 тыс. м3 и технологической щепы — 300 тыс. м3.
- 1981 год — порт начал принимать морские суда.
- август 1999 года — открытие в Пластуне пункта пропуска грузов через Государственную границу.
- октябрь 2009 года — распоряжением Правительства России от 17.10.2009 г. № 1533-р были установлены

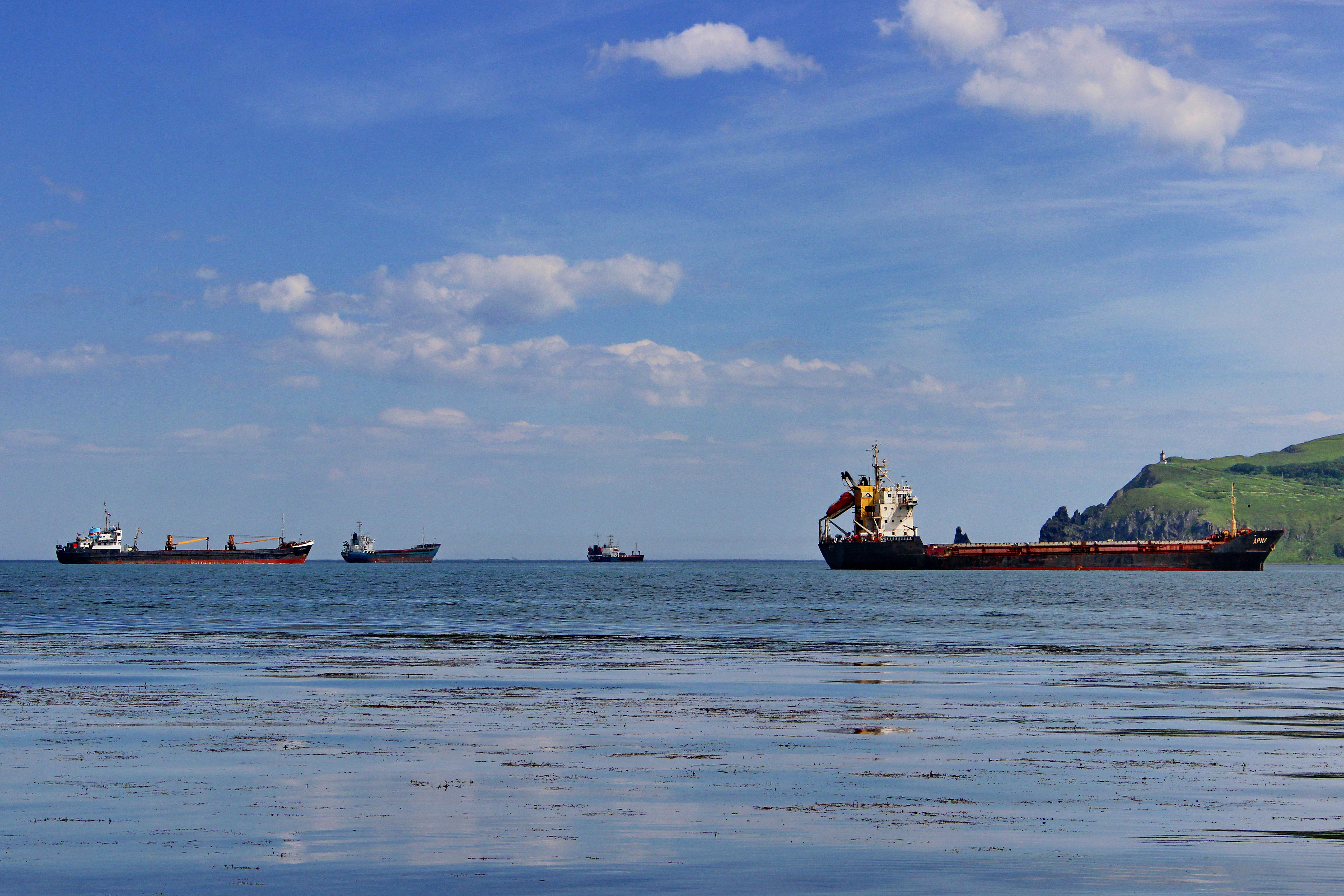
Внешний рейд порта Пластун

границы морского порта Ольга. В границы морского порта Ольга, помимо причалов, расположенных непосредственно на территории в районе посёлка Ольга, вошли (в качестве морских терминалов) участки территории и акватории с соответствующими причальными сооружениями в пунктах погрузки, расположенных в посёлках Пластун, Рудная Пристань и Светлая.
- август 2010 года — распоряжением правительства России от 17.08.2010 г. № 1366-р морской порт Ольга был открыт для захода иностранных судов.
- январь 2016 года — распоряжением Правительства России от 13.01.2016 г. № 2-р закрыт морской грузовой постоянный пункт пропуска через государственную границу Российской Федерации Пластун. Закрытие пункта пропуска обусловлено тем, что вместо него в установленных границах в пределах морского терминала Пластун морского порта Ольга теперь будет функционировать участок единого морского грузопассажирского постоянного многостороннего пункта пропуска через государственную границу Российской Федерации в морском порту Ольга.

## Ввод мощностей

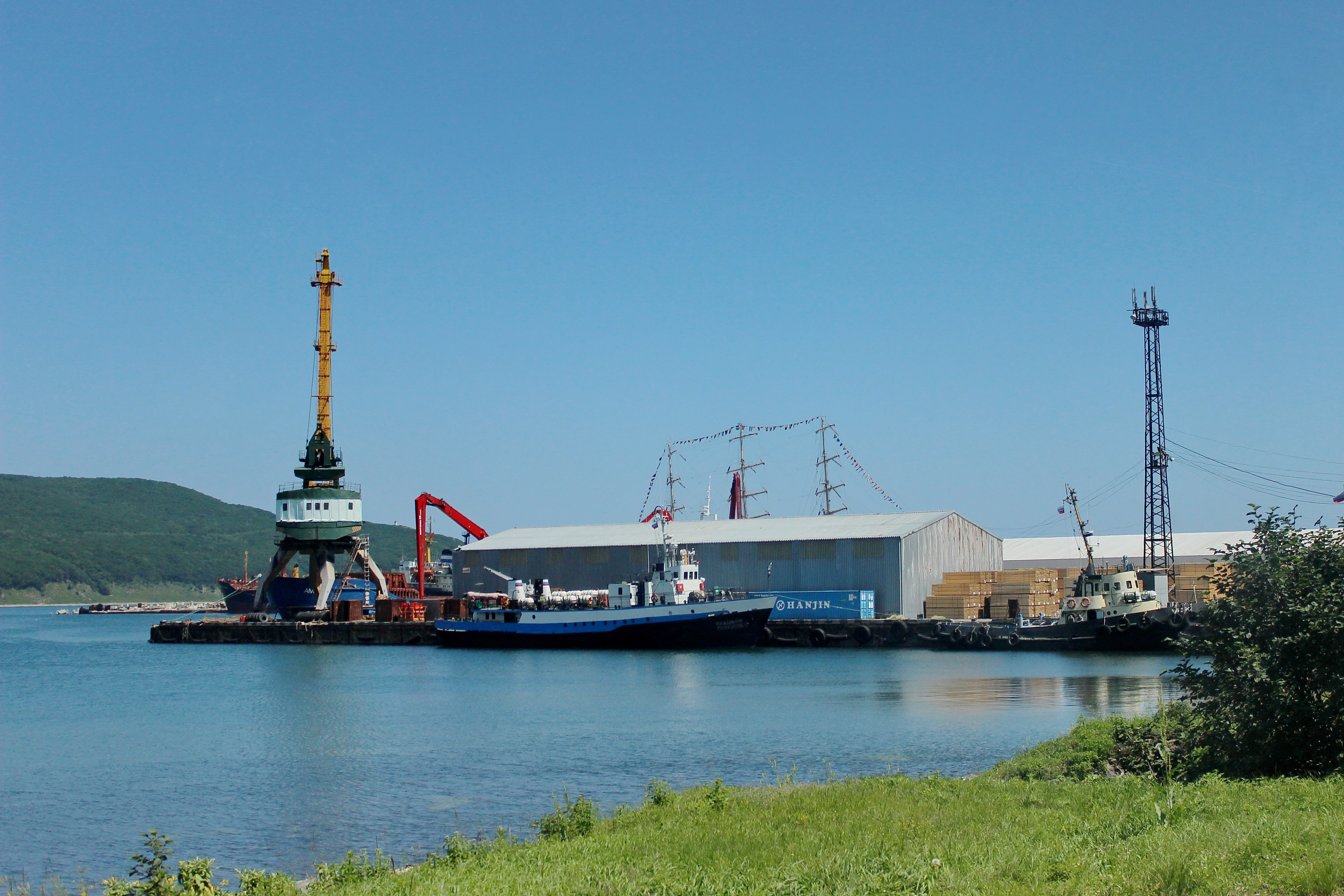
Причал портофлота

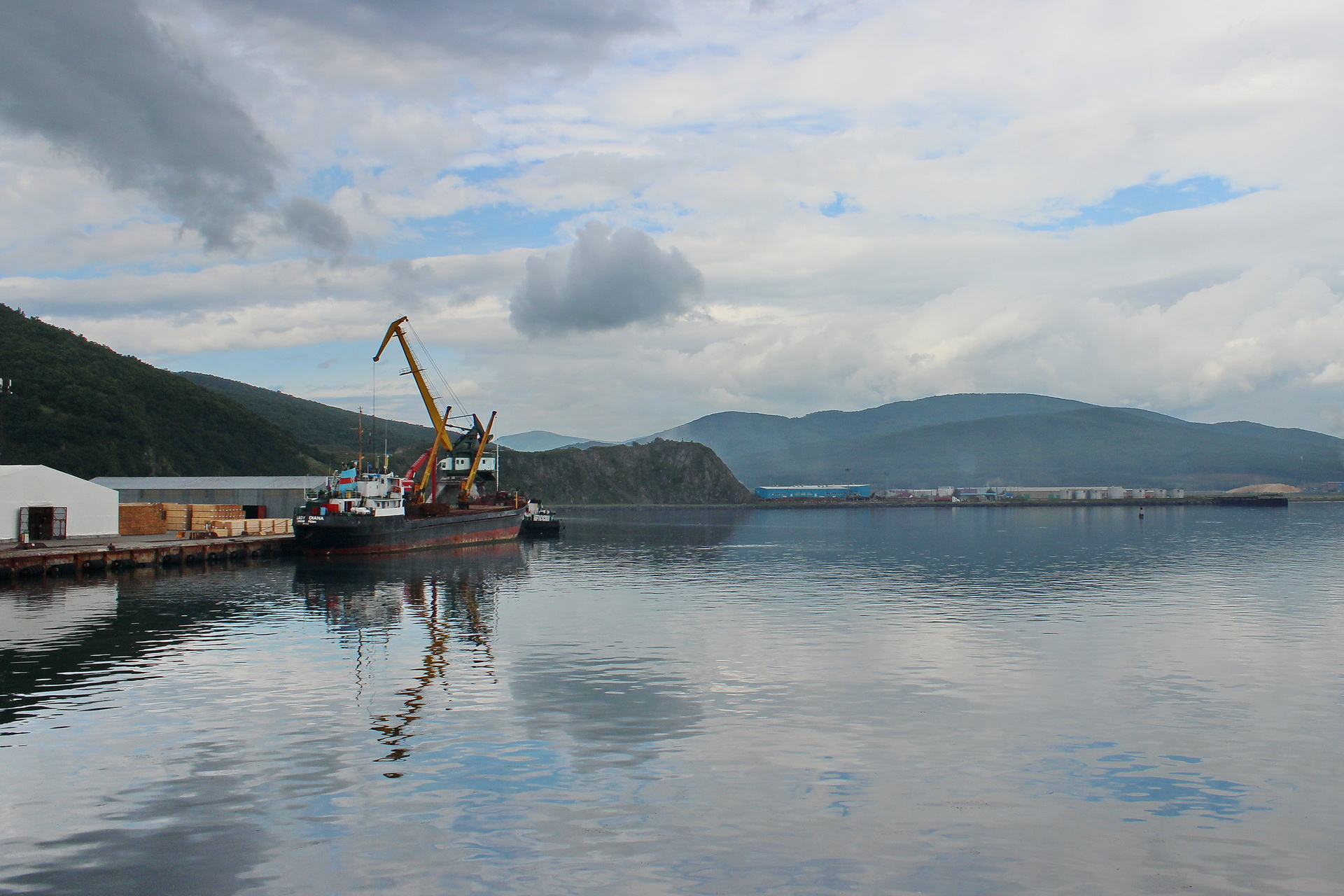
Причал круглого леса № 1 (слева). Справа вдали — нефтебаза и нефтепирс

Ввод мощностей порт-пункта осуществлялся в составе пусковых комплексов по отгрузке лесопродукции в последовательности:
- 19 декабря 1980  года — причал портофлота с набором объектов пускового комплекса, утверждённого Минлесдревпромом СССР 12.06.1980 г. (промежуточный ввод на отгрузку 300 тыс. м3 древесины в год).
- 28 декабря 1983 года — причал круглого леса № 1 с набором объектов пускового комплекса, утверждённого Минлесдревпромом СССР 14.12.1983 г. (ввод мощности 200 тыс. м3 отгрузки древесины в год).
- 31 декабря 1987 года — причал круглого леса № 2 с набором объектов пускового комплекса, утверждённого Минлесдревпромом СССР 05.05.1987 г. (ввод мощности 500 тыс. м3 отгрузки древесины в год).
- 11 декабря 1990 года — причал технологической щепы с набором объектов пускового комплекса, утверждённого Минлесдревпромом СССР 10.09.1985 г. (ввод мощности 300 тыс. м3 отгрузки технологической щепы в год).
- декабрь 1993 года — причал № 3 введён в эксплуатацию без увеличения мощностей отгрузки (пусковой комплекс на ввод не составлялся ввиду сокращения объемов лесозаготовок с 800 тыс. м3 в год до 350 тыс. м3 в год).

Спецпричал для судов-сборщиков и оградительный мол в полном объёме строительством не закончены. Их основное предназначение — удержать насыпной грунт территории и сопутствовать устойчивости оградительного мола, являющегося основой всех гидросооружений порт-пункта Пластун.

## Безопасность мореплавания
В пределах порта Пластун действует береговая станция морского района А2 Глобальной морской системы связи при бедствии (ГМССБ). Передающий центр станции расположен недалеко от порта, на мысе Якубовского — юго-западном входном мысе бухты Пластун. Станция имеет автоматическую идентификационную систему (АИС) для идентификации судов, их габаритов, курса и других данных с помощью радиоволн диапазона УКВ. Радиус действия станции — 160 морских миль. Владелец — ФГУП «Росморпорт».